# Fjäderfabriken Spiros
Fjäderfabriken Spiros var en svensk specialtillverkare av mekaniska spiralfjädrar mellan 1919 och 2017. Företaget hade sin verksamhet på Hantverkargatan 46 och 31 samt Arbetargatan 33 i Stockholm innan det i maj år 1941 flyttade till industriområdet Ulvsunda på Ranhammarsvägen 11 i Bromma.

## Historia
Bröderna Oskar och Algot Eklund startade på Hantverkargatan 46 år 1918 en verksamhet för tillverkning av fjädrar till skrivmaskinen Halda som var deras första kund. Brödernas arbetsmaskin för tillverkningen var en för ändamålet ombyggd symaskin vid vilken de arbetade mer eller mindre dygnet runt. Handlaren Axel Wibel, som med kontor på Alströmergatan var försäljningsagent för bland annat nybildade företaget Facits räknemaskiner, hörde ryktas om bröderna Eklunds spiralfjädrar och blev deras nästa kund. Därpå följde flera andra maskinfirmor som kunder.
Med anledning av ökad efterfrågan var fabrikationen tvungen att motoriseras vilket först skedde med en liten 1⁄8 hästkrafters elmotor. Verkstadsutrymmet blev för trångt och verksamheten flyttade till Hantverkargatan 31 D. Den yngre brodern Carl Eklund anslöt sig till verksamheten som bokhållare och sedermera kamrer. Den 8 mars 1919 inregistrerades firman Fjäderfabriken Spiros AB.
Kvaliteten på Spiros spiralfjädrar uppmärksammades tidigt av både kunder och leverantörer. Exempelvis var Fagersta bruk villig att tidigt leverera den allra första materialposten (10 kg 0,3 mm tråd) på kredit till den ännu okände nybörjaren.
Behov av ökat utrymme för fabrikationen föranledde en flytt till större lokaler på adressen Arbetargatan 33. Där bedrev företaget sin verksamhet fram till år 1941 då en egen fabriksfastighet uppfördes på Ranhammarsvägen 11 i industriområdet Ulvsunda.
En fortskridande industrialisering av forna tiders hantverk spelade företaget i händerna. Olika typer av specialarbeten mekaniserades i snabb takt och för detta behövdes känsliga tryck- och dragfjädrar vilka ansågs utgöra maskinernas "nervsystem". Maskinbyggande fabriker gjorde tidigare sina egna fjädrar. Men i takt med att kvalitetskrav på spiralfjädrar ökade så efterfrågades specialistkunskap i allt högre grad.
År 2017 köptes Fjädertillverkaren Spiros av företaget Spiralspecialisten som ingick i Lesjöforskoncernen.